# Kerang
Kerang – miasto w Australii, w stanie Wiktoria.